# Шуберт, Маркус
Маркус Шуберт (нем. Markus Schubert; родился 12 июня 1998 года, Фрайбург, Германия) — немецкий футболист, вратарь клуба «Падерборн 07».

## Клубная карьера
Шуберт — воспитанник клубов «Лок Носсен», «Резаер» и дрезденского «Динамо». 28 ноября 2015 года в матче против «Пройссена» он дебютировал в Третьей лиге Германии. По итогам сезона Маркус помог клубу выйти в более высокий дивизион. 25 января 2018 года в матче против «Санкт-Паули» он дебютировал во Второй Бундеслиге. Летом 2019 года Шуберт подписал контракт с «Шальке 04», подписав контракт на 4 года. 15 декабря в матче против франкфуртского «Айнтрахта» он дебютировал в Бундеслиге.
14 июля 2021 года Шуберт перешёл в нидерландский «Витесс», подписав с клубом трёхлетний контракт. 15 августа в матче против «Зволле» он дебютировал в Эредивизи.
27 мая 2024 года подписал контракт с клубом «Падерборн 07».

## Международная карьера
В 2015 году Шуберт в составе юношеской сборной Германии завоевал серебряные медали юношеского чемпионата Европы в Болгарии. На турнире он запасным и на поле не вышел. В том же году Маркус принял участие в юношеском чемпионате мира в Чили. На турнире он также был дублирующим вратарём.
В 2016 году Шуберт в составе юношеской сборной Германии Шуберт принял участие в домашнем чемпионате Европы. На турнире он был запасным и на поле не вышел.
В 2019 году в составе молодёжной сборной Германии Шуберт принял участие в молодёжном чемпионате Европы в Италии. На турнире он был запасным вратарём.
В 2021 году в составе молодёжной сборной Германии Шуберт стал победителем молодёжного чемпионата Европы в Венгрии и Словении. На турнире он был запасным и на поле не вышел.

## Достижения
Сборная Германии
- Серебряный призёр юношеского чемпионата Европы: 2015
- Чемпион молодёжного чемпионата Европы: 2021